# Reggenza di Sabu Raijua
La reggenza di Sabu Raijua (in indonesiano: Kabupaten Sabu Raijua) è una reggenza dell'Indonesia, situata nella provincia di Nusa Tenggara Orientale.